# Matteo Ferrari
Matteo Ferrari (ur. 5 grudnia 1979 roku w Aflu w Algierii) – włoski piłkarz występujący na pozycji środkowego obrońcy.

## Kariera klubowa
Matteo Ferrari zawodową karierę rozpoczynał w 1996 roku w Interze Mediolan, do którego trafił z młodzieżowego zespołu SPAL 1907. Na San Siro nie mógł jednak liczyć na regularne występy, dlatego też działacze "Nerazzurrich" postanowili wypożyczać go do innych klubów. Sezon 1997/1998 spędził w drużynie Genoi. Zajął z nią dziewiąte miejsce w Serie B, jednak wystąpił tylko w 3 spotkaniach. Podczas kolejnych rozgrywek Ferrari reprezentował barwy US Lecce. Uplasował się na trzecim miejscu w drugiej lidze i wywalczył awans do Serie A. W sezonie 1999/2000 Ferrari był zawodnikiem AS Bari, w barwach którego 29 sierpnia 1999 roku w przegranym 1:0 spotkaniu przeciwko Fiorentinie zadebiutował we włoskiej ekstraklasie.
Latem 2000 roku włoski zawodnik powrócił do Interu Mediolan, z którym zajął piąte miejsce w tabeli Serie A. Na kolejny sezon znów został jednak wypożyczony do innego klubu, a jego nowym pracodawcą okazała się być AC Parma. Ferrari rozegrał dla niej szesnaście spotkań, jednak przekonał w nich działaczy "Rossoblu", którzy po zakończeniu rozgrywek wykupili go z Interu na stałe. W Parmie wychowanek Interu grał przez kolejne trzy sezony. W ich trakcie wystąpił w 65 ligowych meczach i strzelił 3 gole. W sierpniu 2004 roku Ferrari podpisał kontrakt z AS Roma, która do nieujawnionej sumy pieniędzy za transfer dołączyła Damiano Ferronettiego.
Po rozegraniu 35 meczów, na sezon 2005/2006 Włoch został wypożyczony do Evertonu. W Premier League zadebiutował 19 września w przegranym 0:2 wyjazdowym spotkaniu z Arenalem Londyn. Pobyt w ekipie "The Toffees" był dla Ferrariego jednak dla niego nieudany. Pod koniec sezonu mówiono, że gracz ten chce powrócić do Rzymu, jednak David Moyes dał do zrozumienia, że sam zainteresowany chciałby pozostać w Evertonie. Ostatecznie włoski obrońca powrócił do Romy, z którą wywalczył wicemistrzostwo oraz puchar kraju. W kolejnych rozgrywkach do tych 2 osiągnięć Ferrari dołożył także Superpuchar Włoch.
Po zakończeniu sezonu 2007/2008 Ferrari odszedł do Genoi i od razu wywalczył sobie miejsce w jego podstawowej jedenastce. Rozegrał 33 spotkania, wszystkie w pierwszym składzie. Po zakończeniu ligowych rozgrywek przeniósł się do tureckiego Beşiktaşu JK. W latach 2012–2014 grał w Montreal Impact.

## Kariera reprezentacyjna
Ferrari ma za sobą występy w młodzieżowych reprezentacjach Włoch. Grał w drużynach do lat 16, 17, 18, 20 oraz 21, dla których łącznie zaliczył 55 występów. W 2000 roku wystąpił na Igrzyskach Olimpijskich w Sydney, na których Włosi odpadli w ćwierćfinale. Z zespołem do lat 21 brał udział w Młodzieżowych Mistrzostwach Europy 2000 oraz 2002. W seniorskiej kadrze "Squadra Azzura" Ferrari zadebiutował 20 listopada 2002 roku w zremisowanym 1:1 spotkaniu z Turcją. W 2004 roku Giovanni Trapattoni powołał go do 23–osobowej kadry na mistrzostwa Europy. Na Euro Włosi odpadli już w rundzie grupowej, a Ferrari nie zagrał w żadnych z trzech meczów. W tym samym roku wychowanek Interu zdobył brązowy medal na Igrzyskach Olimpijskich w Atenach, na których Italia w meczu o trzecie miejsce pokonała 1:0 reprezentację Iraku. Łącznie dla drużyny narodowej Ferrari rozegrał 11 spotkań.